# The Golden Gate Murders
The Golden Gate Murders is een Amerikaanse tv-film uit 1979. Het was de enige televisiefilm met uitvoerend producent Carl Foreman, die een lange staat van dienst had in speelfilms als schrijver en producent.
De film werd in sommige gebieden in de bioscoop uitgebracht onder de titel Specter on the Bridge.

## Rolverdeling
- David Janssen als Detective Sergeant Paul Silver
- Susannah York als Sister Benecia
- Paul Coufos als Johnny Butler
- Tim O'Connor als Captain Dan Bradley
- Lloyd Bochner als Dr Hamill
- Kim Hunter als Moeder Overste
- Alan Fudge als Sergeant Mcnally
- Kenneth Tigar als Father O'Brien
- Regis Cordic als Father John Thomas
- Sandy Ward als George Walker
- Richard O'Brien als voorman
- Richard Bull als assistent-lijkschouwer
- Lee Paul als Willie Peterson
- Jon Lormer als aartsbisschop
- Jason Wingreen als Larkin
- Hank Brandt als inspecteur
- Byron Morrow als Chief Sullivan
- Michael O'Dwyer als Father Connelly
- Olive Bernhart als Sister Teresa